# Ouistiti nain de Van Roosmalen
Callibella humilis, Mico humilis, Callithrix humilis
Genre
Espèce
Synonymes
- Callithrix humilis
- Mico humilis

Statut de conservation UICN

 LC  : Préoccupation mineure
Statut CITES
Le Ouistiti nain de Van Roosmalen (Callibella humilis, syn. Mico humilis, syn. Callithrix humilis) est une espèce de singe du Nouveau Monde découverte au Brésil en 1998. Décrit à l'origine comme représentant d'un nouveau genre (Callibella) de ouistiti, ce petit primate n'a pas encore de place consensuelle au sein de la phylogénie des Callitrichidae.

## Autres noms
Il est également connu sous les noms de : Ouistiti nain à couronne noire, Black-crowned dwarf marmoset, Roosmalen dwarf marmoset, Jeitinho (« petite chose »), catipurú (« écureuil »), mico-leão, mico-leãozinho (Brésil).

## Systématique

### Taxinomie
Le cas de l’ouistiti nain (Calibella humilis), moucheron isolé à la confluence des Rios Madeira et Aripuanã, continue de poser problème. Certains estiment que ce mini-bolide se situe à la base du clade des ouistitis amazoniens, son évolution commençant par la « naissance » de l’ancêtre du ouistiti nain puis du ouistiti pygmée.
L’ouistiti nain (Calibella humilis), découvert par le botaniste néerlandais M. G. M. van Roosmalen à la fin du XXe siècle au sud du Rio Madeira, multiplie les records et les singularités. Il a la plus petite aire de répartition géographique pour un primate (3 000 km2) et cohabite avec une autre espèce d’ouistiti, l’ouistiti du Rio Manicoré (Mico manicorensis). Son pelage se transforme à trois reprises lors des premiers mois de sa vie. On peut le considérer comme le primate le plus rapide de la planète, relativement à sa taille, au point qu’on n’arrive pas toujours à le suivre des yeux.
Contrairement aux autres ouistitis, l’ouistiti nain gouge souvent les arbres en position redressée comme les écureuils. Autres différences majeures : il est plus grégaire (formant des groupes comprenant jusqu’à 30 individus), non territorial (ne procédant à aucun marquage olfactif), ne produit pas de jumeaux et se montre commensal de l’homme.
Pour toutes ces raisons, cette créature exceptionnelle a été classée dans un nouveau genre (Callibella) car elle semble bien faire partie d’une radiation séparée. En fait, Roosmalen la place à la base de l’arbre phylogénétique des ouistitis amazoniens et pense, qu’en dehors de sa zone relicte, l’ouistiti nain a été remplacé par une ou plusieurs espèces d’ouistitis plus avancés du genre Mico.
Sur la base de caractères physiques, physiologiques et comportementaux, l’ouistiti nain constitue à lui seul un nouveau genre ou sous-genre des Mico.

### Sous-espèces
Il pourrait compter deux sous-espèces (incertain). En effet une population isolée vit le long du haut Rio Atininga (cette rivière s’écoule entre le Rio Manicoré à l’ouest et le Rio Mataurá à l’est), au sud de la localité de Manicoré.

## Distribution
Il peuple le nord du Brésil au sud du Rio Madeira où il occupe une aire de 3 000 km2 environ, l'une des plus petites étendues géographiques pour un primate. Elle est délimitée au nord par le Rio Madeira, à l’est par le bas Rio Aripuanã et à l’ouest par le Rio Uruá (voire Rios Mataurá et Atininga). Sa limite sud se situe à la naissance du Rio Mariepauá (une rivière qui s’écoule parallèlement et entre les Rios Uruá et Aripuanã).

## Habitat
Forêt secondaire (capoeira), jeune et vieille, de la terra firme. Forêt primaire (rare). La sous-espèce de l’Atininga se rencontre exclusivement dans l’igapó. Se plaît plus particulièrement dans la terra preta, forêt secondaire au sol fertile, riche en charbon laissé par les brûlis millénaires des premiers Amérasiens. Vadrouille également en marge des plantations et des champs de manioc.

## Sympatrieet association
Sympatrique du ouistiti du Rio Manicoré (Mico manicorensis). Extrême commensalisme avec l’homme.

## Description
Intermédiaire en taille entre Mico et Cebuella. Robe brun olive unie. Fait étonnant, le pelage varie beaucoup avec l’âge. Le jeune n’a pas la même couleur que l’adulte (a contrario du ouistiti pygmée) et ressemble beaucoup au jeune du ouistiti du Nordeste (Callithrix jacchus) : jusqu’à 2 mois, le dessus est jaune miel à ochracé, la queue noirâtre avec une vingtaine d’anneaux ochracés et il a de longs poils blancs sur les joues et les tempes. Avec l’âge, la « crinière » blanche disparaît (comme chez le guépardon), les oreilles deviennent visibles et les poils noirs prédominent sur le visage. L’hypothétique sous-espèce de l’Atininga ne perd pas tous ses poils blancs sur les côtés de la couronne noire et son ventre est orange-ochracé. D’une rivière à l’autre, et même d’une rive à l’autre (facteur d’isolement pour de si petits animaux), la couleur du corps pourrait varier sensiblement chez cette espèce.
Pas d’hypertrophie des parties génitales, contrairement à tous les autres callitrichidés.
C’est le seul primate du Nouveau Monde dont la touffe de poils auriculaires pousse depuis le centre du pavillon.

### Mensurations
Corps 16,5 cm. Queue 22,5 cm. Poids de 150 à 185 g. Rapport longueur bras/jambes (x100) : 79.

### Locomotion
Quadrupède. Ultra véloce.

### Comportements basiques
Diurne. Arboricole. Non territorial (contrairement aux autres ouistitis).

### Alimentation
Gommivore-frugivore-insectivore. Principalement, latex collant et transparent du morototó (Didymopanax morototoni) - un arbre pionnier qui peut atteindre 35 m de haut et qu’on trouve aussi en forêt primaire. Parmi les fruits mûrs consommés : le mombin jaune ou taperebá (Spondias mombin), la noix du pau pombo (Tapirira guianensis), le gros fruit farineux du biribá (Rollinia mucosa), l’ingá (Inga edulis et Inga ingoides), le jaca (Artocarpus heterophyllus) - une espèce d’arbre à pain -, le tucumã-do-Pará (Astrocaryum vulgare), le cacao (Theobroma speciosum) et le cacao jacaré (Theobroma mariae).

## Structure sociale et système de reproduction

### Taille du groupe
6-8, jusqu’à 30 individus. Plus grégaire que tous les autres ouistitis.

### Hiérarchie
Très faible. Peu d’interactions antagonistes.

### Reproduction
Il existe plus d’une femelle reproductrice dans le groupe. Pas d’inhibition chimique par une femelle alpha. Un seul petit naît et seule la mère s’en occupe. Cas de parcage en captivité.

### Communication orale
Répertoire spécifique. Cri longue-distance et cri de contact à double ton.

### Communication visuelle
Bouge la tête d’un côté et de l’autre avec un regard fixe (surprise). Dos rond agressif. Pilo-érection de la couronne (stress).

### Communication olfactive
Pas de marquage par sécrétions. Urine inodore.

## Menaces
L’étroitesse même de son aire géographique. Mais les forêts locales sont presque intactes et peu habitées (par des cablocos et non des Indiens). Sa petite taille lui vaut de ne pas être chassé et il paraît très adaptable. De plus, sa densité augmente près des habitations humaines.

## Effectifs
Population totale estimée à quelques centaines d’individus.

## Conservation
Néant.

## Statut
Insuffisamment documenté.

### Callibella humilis
- (en) UICN : espèce Callibella humilis  (M. van Roosmalen, T. van Roosmalen, R.A. Mittermeier & de Fonseca, 1998) (consulté le 1er septembre 2019)

### Callithrix humilis
- (en) Mammal Species of the World (3e  éd., 2005) : Callithrix (Calibella) humilis M. van Roosmalen, T. van Roosmalen, Mittermeier and de Fonseca, 1998
- (en) CITES : Callithrix humilis M. van Roosmalen , 1998  (+ répartition sur Species+) (consulté le 16 mai 2015)
- (fr) CITES : taxon  Callithrix humilis (sur le site du ministère français de l'Écologie) (consulté le 16 mai 2015)

### Mico humilis
- (en) BioLib : Mico humilis (M. G. M. Van Roosmalen, T. Van Roosmalen, Mittermeier & G. A. B. de Fonseca, 1998) (consulté le 27 mars 2025)
- (en) Catalogue of Life : Mico humilis (M. van Roosmalen, T. van Roosmalen, Mittermeier & de Fonseca, 1998) (consulté le 17 décembre 2020)
- (fr + en) ITIS : Mico humilis (M. van Roosmalen, T. van Roosmalen, Mittermeier & de Fonseca, 1998) (consulté le 1er septembre 2019)
- (en) NCBI : Mico humilis (van Roosmalen, van Roosmalen, Mittermeier, & Fonseca, 1998) (Syn. de Callibella humilis) (taxons inclus) (consulté le 27 mars 2025)